# 48号美国国道
48号美国国道（英語：U.S. Route 48）是一条东西方向的美国国道。该公路连接了弗吉尼亚州谢南多厄线和西弗吉尼亚州格兰特县，全长71.1英里（合114.4千米）。